# Drei Meter über dem Himmel (Film)
Drei Meter über dem Himmel (Originaltitel: Tres metros sobre el cielo) ist ein spanischer Spielfilm aus dem Jahr 2010. Der Film basiert auf dem gleichnamigen Roman von Federico Moccia. Drei Meter über dem Himmel lief am 3. Dezember 2010 in den spanischen Kinos an und wurde am 11. Juli 2014 in Deutschland auf DVD veröffentlicht.
Der Film ist ein Remake des italienischen Kultfilms "Tre metri sopra il cielo" von 2004.

## Handlung
Hugo Olivera Castro, der nur „HO“ genannt werden will, wird gerade wegen Körperverletzung am Liebhaber seiner Mutter zu einer Geldstrafe von 6.000 Euro verurteilt. Auf dem Rückweg ist er mit seiner Triumph Thruxton 07 unterwegs und trifft Babi Alcazar, die er mit einem billigen Spruch anmacht. Diese zeigt ihm die kalte Schulter und fährt in ihrer Limousine weg. HO hat sich seit dem Tag, an dem er seine Mutter bei seinem Nachbarn erwischt hat, in einen Bad-Boy verwandelt. Er nimmt an illegalen Straßenrennen teil und misst sich mit anderen Bikern in einem Klimmzüge-Wettbewerb. Die Clique beschließt, die Party von den reichen Teenagern zu stürmen, die in der Nähe stattfindet. Dort trifft er Babi wieder, macht sie erneut an und bekommt von ihr einen Milchshake ins Gesicht. Daraufhin kommt es zu Rangeleien zwischen den Bikern und Partygästen. In dem folgenden Chaos nimmt HO Babi und springt mit ihr in den Pool. Babi ist wütend und sauer, da ihr Valentino-Kleid ruiniert ist. HO findet, dass sie ohne Kleid viel besser aussehen würde. Zur selben Zeit stiehlt HOs Freund Pollo Babis Freundin Katina ihr wöchentliches Taschengeld. Trotz Aufforderung weigert sich Pollo, das Geld zurückzugeben, und bietet stattdessen ein Mittagessen mit ihr an, das er mit Katinas Geld bezahlen würde. Babis Ex-Freund Chico, der die Auseinandersetzung mit HO mitbekommen hat, ruft die Polizei und die Biker verschwinden. Er begleitet Babi nach Hause. Auf dem Weg dorthin werden sie von HO und seiner Clique verfolgt und das gemietete Auto von Chico wird angegriffen. Sie schaffen es, die Biker abzuhängen, und halten an einem Parkplatz. Dort werden sie von HO erneut angegriffen, der Chico schlägt. Babi gerät in Panik und stoppt ein vorbeifahrendes Auto. Der Fahrer eilt Chico zur Hilfe, wird aber von HO ebenfalls niedergeschlagen. Der Fahrer sowie Chico schaffen es in ihre Autos und flüchten. Babi bleibt keine andere Wahl als bei HO auf dem Motorrad mitzufahren. Vor der Haustür werden sie von Babis Mutter Rafaela abgefangen, die nicht begeistert ist, dass ihre Tochter von einem Biker auf einem Motorrad heimgebracht wurde.
Am nächsten Tag gesteht Katina, dass sie und Pollo sich treffen und dass er sie zu einem der Straßenrennen mitnehmen wird. Sie bittet Babi um Rückendeckung, die sich darauf einlässt. Am Tag des Rennens eilt Babi ihrer Freundin zur Hilfe, als deren Mutter sie angerufen hat. Sie trifft dort auf HO, der sie erneut provoziert. Um ihm zu beweisen, dass sie keine Spießerin ist, lässt sie sich auf das Straßenrennen ein. Sie wird die Beifahrerin von Chino. Bevor das Rennen beendet werden kann, kommt die Polizei. Babi wird fast verhaftet, aber HO kann sie gerade noch retten. Dabei kommen sich die beiden näher. Am nächsten Tag ist Babis Bild von der Flucht in der Zeitung und HO klebt ihr dieses Bild in ihr Zimmer. Auch Rafaela sieht das Bild in der Zeitung und ist nicht begeistert. Babi jedoch trifft HO in einem Nachtclub und die beiden tanzen miteinander. Es kommt zu einem Kuss. Als Babi nach Hause kommt, wird sie von ihrer Mutter mit dem Zeitungsartikel konfrontiert. Babi redet sich raus. Daraufhin beschließt sie den nächsten Tag die Schule zu schwänzen und lieber mit HO um die Häuser zu ziehen. Die beiden fahren an den Strand, jedoch trifft HO auf seine Mutter und die Wut kommt wieder hoch. Babi gelingt es, HO wieder zu beruhigen. Er erzählt ihr alles und somit ist Babi die Erste, die die ganze Wahrheit kennt. Die beiden genießen den Tag am Strand, und es kommt beinahe zum Sex. Daheim fälscht sie die Unterschrift ihrer Mutter und gibt dies bei ihrer Lehrerin ab. Diese jedoch hat bereits mit Rafaela gesprochen. Babis Lüge ist somit aufgeflogen und sie wird von ihrer Mutter gebeten, dem neuen Nachbarn Gustavo die Gegend zu zeigen, obwohl Babi darauf keine Lust hat. Gemeinsam mit Katina geht sie wieder zum Straßenrennen. Dort trifft sie auf Mara, eine Affäre von HO, die erzählt, dass sie heißen Sex mit HO in den letzten Nächten hatte. Babi ist wütend und es kommt zu einem Kampf zwischen den beiden. HO löst die beiden voneinander und er verspricht ihr, dass er sie nie anlügen oder verletzen würde. Um ihren Sieg über Mara zu feiern, lässt sich Babi ein „H“ auf ihren Bauch stechen.
Da Rafaela und ihr Mann Claudio sich Sorgen um Babi machen, trifft sich Claudio mit HO. Dabei macht HO ihm deutlich, dass Babi ihm viel bedeutet und dass er sie nicht verletzen wird. Babi, HO, Pollo und Katina verbringen viel Zeit miteinander. Eines Tages kommt es zum ersten Sex zwischen HO und Babi, die dabei ihre Jungfräulichkeit verliert. HO, der nicht will, dass Babi Ärger mit ihrer Lehrerin bekommt, erpresst diese, indem er und Pollo ihren Hund entführen. Währenddessen streicht Rafaela das Taschengeld von Babi und diese muss daraufhin babysitten. Um mehr Zeit alleine zu haben, muss Pollo das Babysitten übernehmen. Da er aber noch andere aus der Biker-Clique einlädt, endet das Babysitten im Chaos und Babi wirft Hugo, Pollo und alle anderen raus. Um sich bei Babi zu entschuldigen, kocht HO ein romantisches Abendessen. Als Babi auftaucht, beschuldigt sie ihn oder einen seiner Freunde des Diebstahles, da ein wertvoller Ring ihrer Mutter fehlt. HO macht sich zur Biker-Szene auf und glaubt, dass Chino den Ring geklaut hat. Er prügelt auf ihn ein, bevor Mia gesteht, den Ring geklaut zu haben. HO gibt Babi den Ring zurück und diese sagt am nächsten Tag nicht gegen HO im Gericht aus. Sie stellt ihm außerdem das Ultimatum, dass sie nie wieder für ihn lügen wird und dass sie keine Lügen mehr haben will. HO verspricht ihr das.
Babi schließt die Schule mit Bestnoten ab. Als sie sich bei ihrer Lehrerin bedanken will, erkennt sie, dass HO diese erpresst hat. Babi ist enttäuscht und trennt sich von HO. Daraufhin hat sie keine Lust mehr auf ihre Geburtstagsparty und bereitet sich lustlos mit Katinas Hilfe für den Abend vor. Katina erzählt ihr dabei, dass sie und Pollo am Straßenrennen teilnehmen werden und den Hauptgewinn gewinnen wollen, um ein neues und eigenes Leben beginnen zu können. HO verspricht Pollo, bei dem Rennen dabei zu sein. Er taucht jedoch auf Babis Party auf und versöhnt sich mit ihr. Als jedoch Gustavo versehentlich sein Getränk auf Babi kippt, rastet HO aus und schlägt auf ihn ein. Zur selben Zeit wartet Pollo auf HO, da dieser nicht kommt, bereitet er sich mit Katina aufs Straßenrennen vor. Die beiden verunglücken dabei und Pollo stirbt. Babi und HO, die während der Party davon erfahren haben, eilen zum Unglücksort und HO trauert um seinen Freund. Babi versucht ihn zu trösten, merkt aber, dass dies sinnlos ist. HO läuft ihr nach, sie schreit ihn an, dass er sie nicht berühren soll. Sie wirft ihm vor, dass er sich um niemanden kümmert und dass ihm alles egal sei. Außerdem sagt sie ihm, dass er Schuld am Tod von Pollo hat. Er ohrfeigt sie daraufhin. Babi ist fassungslos sowie verletzt und geht.
Einige Monate später führt Babi eine Beziehung mit Gustavo und bewegt sich nun in einer anderen Gesellschaft. Sie hat keinen Kontakt mehr zu Katina, die seit dem Tod von Pollo deprimiert ist. Diese besucht HO zu Weihnachten und schenkt ihm ein Bild von Pollo und ihm. Außerdem fragt sie ihn, ob er noch Kontakt zu Babi hat. Dies verneint er. HO beschließt noch einen letzten Versuch, um Babi zurückzugewinnen. Er ruft bei ihr Zuhause an, jedoch geht nur Rafaela ans Telefon. Diese erzählt ihrer Tochter nichts von dem Telefonat mit HO. Sie sieht ihn jedoch, als sie mit Gustavo das Haus verlässt. HO hat erkannt, dass er alles zerstört hat, und beschließt, nach London zu gehen. Seine letzten Worte sind, dass er noch nie vor Babi das Gefühl hatte, dass er drei Meter über dem Himmel ist.

## Fortsetzung
Aufgrund des großen Erfolges des Filmes erschien 2012 die Fortsetzung Ich steh auf dich (Originaltitel: Tengo ganas de ti), der ebenfalls auf dem gleichnamigen Roman von Federico Moccia basiert. In den Hauptrollen sind erneut Mario Casas als Hugo „HO“ Olivera Castro und María Valverde als Babi Alcázar zu sehen. Clara Lago übernimmt die neue Hauptrolle der Ginger.
Auch die Fortsetzung basiert auf dem italienischen Original "Ho voglia di te" von 2007.

## Synchronisation
Die deutsche Synchronbearbeitung entstand bei RRP Media GmbH in Berlin. Das Synchronregie verfassten Rainer Raschewski und Ursula Hugo.
| Darsteller     | Deutscher Sprecher   | Rolle      |
| -------------- | -------------------- | ---------- |
| Mario Casas    | Florian Hoffmann     | Hugo       |
| María Valverde | Lydia Morgenstern    | Babi       |
| Nerea Camacho  | Amelie Plaas-Link    | Daniela    |
| Víctor Sevilla | Tino Kießling        | El Ventura |
| Andrea Duro    | Anna Amalie Blomeyer | Mara       |

## Trivia
Die Hauptdarsteller María Valverde und Mario Casas, welche im Film eine Beziehung führen, lernten sich bei den gemeinsamen Dreharbeiten kennen und führten daraufhin im wahren Leben von 2010 bis 2014 eine Beziehung.